# Planoles
Planoles ist eine Gemeinde (municipio) in der spanischen Provinz Girona in Katalonien mit 306 Einwohnern (Stand: 2024). 

## Lage
Planoles liegt in den Pyrenäen etwa 85 Kilometer nordwestlich von Girona in einer Höhe von ca. 1135 m am Río Rigat an der Grenze zu Frankreich. 

## Bevölkerungsentwicklung
| Jahr      | 1970 | 1981 | 1991 | 2001 | 2011 | 2021 |
| Einwohner | 458  | 329  | 246  | 277  | 315  | 310  |

## Sehenswürdigkeiten

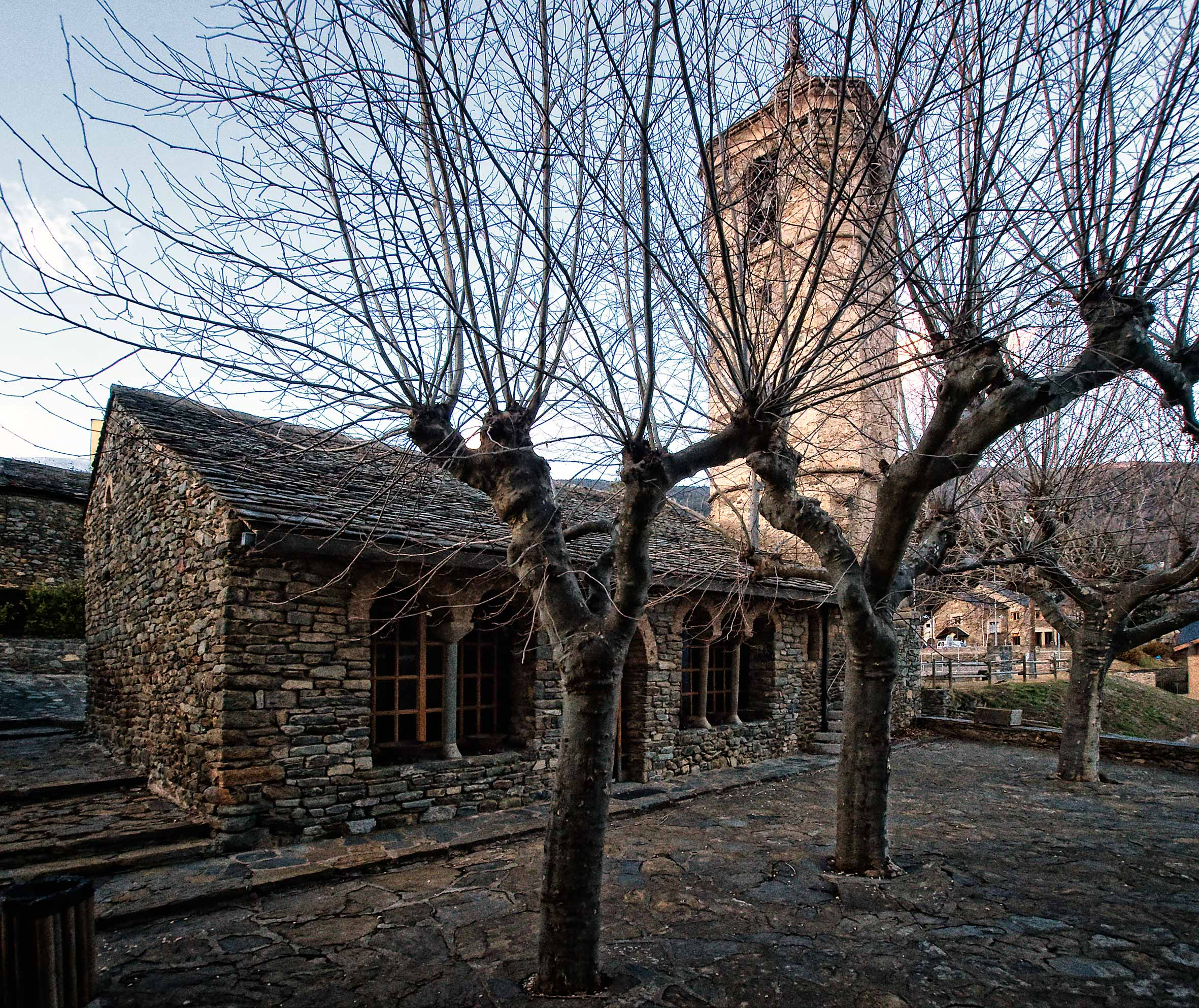
Vinzenzkirche
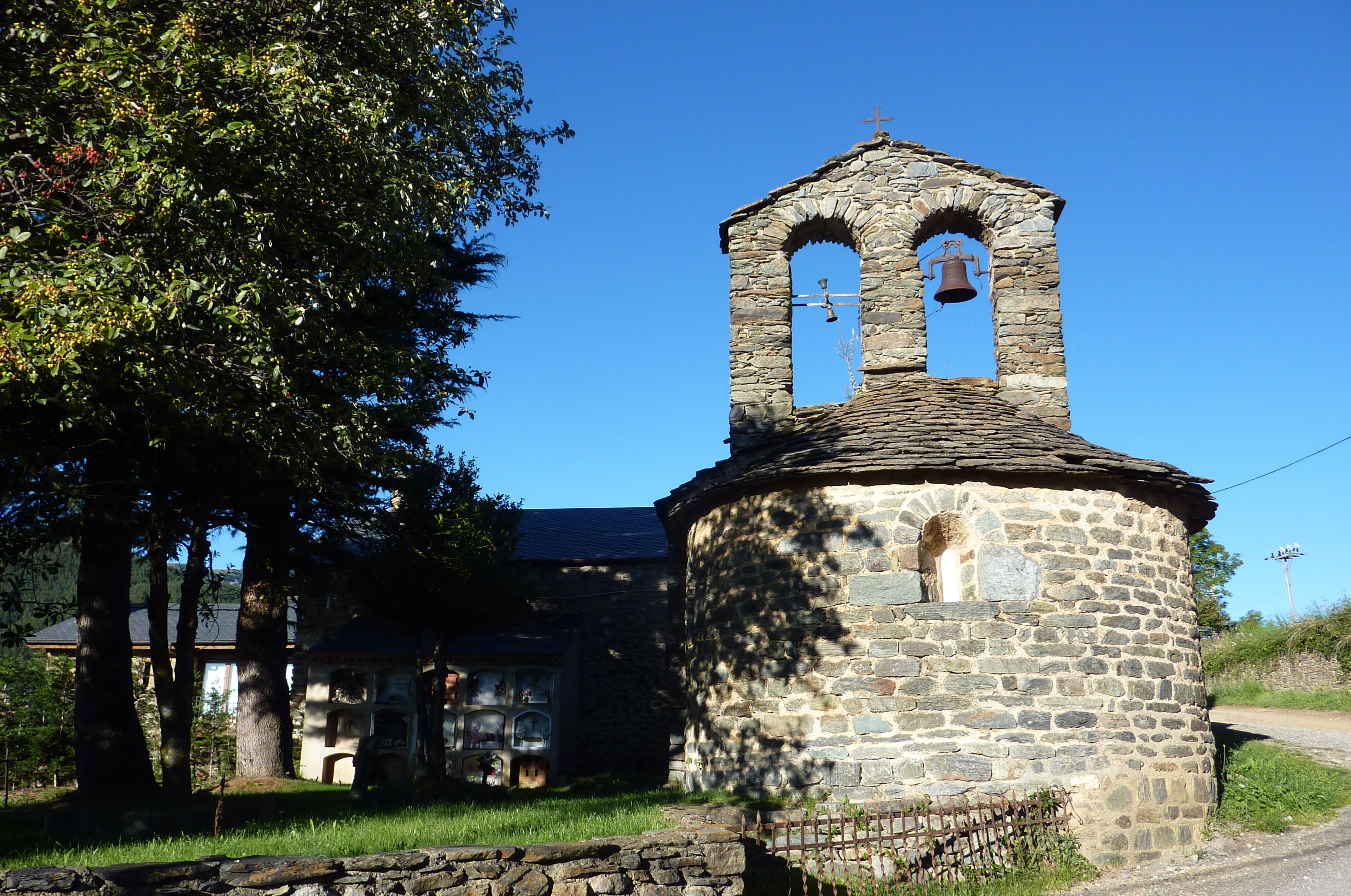
Marcelluskapelle

- Vinzenzkirche
- Marcelluskapelle